# Municipio de Maurice River
El municipio de Maurice River (en inglés, Maurice River Township; también simplemente, Maurice River) es un municipio situado en el condado de Cumberland, Nueva Jersey, Estados Unidos. Tiene una población estimada, a mediados de 2023, de 5117 habitantes.

## Geografía
Está ubicado en las coordenadas 39°17′44″N 74°55′44″O / 39.29556, -74.92889 (39.295626, -74.928882).

## Demografía
Según la estimación 2018-2022 de la Oficina del Censo, los ingresos medios de los hogares del municipio son de $70,109 y los ingresos medios de las familias son de $97,500. Los ingresos per cápita en los últimos doce meses, medidos en dólares de 2022, son de $32,343. Alrededor del 15.1% de la población está por debajo de la línea de pobreza.

## Localidades
- Delmont
- Dorchester
- Heilersville
- Leesburg
- Port Elizabeth